# Zimmern ob Rottweil
Zimmern ob Rottweil è un comune tedesco di 6 026 abitanti, situato nel land del Baden-Württemberg.